# Загальна коваріантність
Зага́льна коваріа́нтність — принцип, за яким закони фізики мають записуватися в однаковій формі для будь-якої системи відліку.
Вимога загальної коваріантності є наслідком того, що будь-яка система відліку не є характеристикою самої фізичної системи, а, отже, фізичні закони не повинні залежати від того, як вона вибирається.
При будь-яких перетвореннях координат фізичні закони мають залишатися незмінними.
Рівняння, які задовольняють принципу загальної коваріантності, записують у тензорній формі.
Виходячи з принципу загальної коваріантності Альберт Ейнштейн побудував загальну теорію відносності.